# Jucătorii de șah (pictură de Eakins)
Jucătorii de șah este o pictură de gen realizată în ulei pe lemn a pictorului american Thomas Eakins. Aceasta a fost realizată în 1876 și se află în colecția Metropolitan Museum of Art.

## Descriere
Este un tablou mic în care este înfățișat tatăl lui Eakins, Benjamin, care se uită la o partidă de șah. Cei doi jucători sunt Bertrand Gardel (în stânga), un profesor de franceză în vârstă, și un pic mai tânărul George Holmes, un pictor. Bărbații se află într-un salon victorian întunecat, din lemn, cu o calitate a luminii care sugerează după-amiaza târzie. Jocul este în desfășurare, multe piese fiind deja scoase de pe tablă. Holmes, jucătorul mai tânăr, pare să câștige meciul, întrucât a scos regina adversarului său (al cărei vârf se vede ieșind din sertarul mesei), iar propria regină neagră este bine poziționată în centrul consiliului. Eakins a pictat Jucătorii de șah pentru tatăl său și a semnat tabloul în latină, "BENJAMINI. EAKINS. FILIUS. PINXIT. '76" - „fiul lui Benjamin Eakins a pictat acest tablou” - cu litere mici pe sertarul mesei. Michael Clapper of Franklin & Marshall College a menționat că „alegerea lui Eakins [pentru șah] și modul cum a tratat scena sugerează că era interesat de joc și îl cunoștea, deși există puține dovezi directe ale acestuia cu șahul în afara picturii”.
Istoricul de artă Akela Reason a analizat tabloul și sugerează că tabloul este un omagiu adus mai multor personaje din jurul tatălui său: Holmes a fost probabil primul profesor de artă al lui Eakins; Gardel era profesorul său de franceză; Benjamin Eakins era tatăl său literal; iar Jean-Léon Gérôme, profesorul său la École des Beaux-Arts, este reprezentat de o o inscripție Ave Caesar Morituri te Salutant pe ceas.
Autorul Martin Berger a analizat în detaliu conținutul tabloului, găsindu-i o evocare a trecerii timpului și atribuindu-i un sens extrem de personal din viața lui Eakins. Încercarea tânărului jucător de șah de a-l răpune pe regele jucătorului mai în vârstă este similară complexului lui Oedip. În modul în care tatăl său Benjamin este în opoziție cu pictorul Eakins, cei doi pot fi văzuți ca jucând un „conflict” psihologic pe cealaltă axă a tablei de șah. Din această perspectivă nu este întâmplător faptul că pictura a fost realizată pe panou de lemn și nu pe pânză. Din moment ce Eakins s-a smerit în fața tatălui său în semnarea tabloului doar referindu-se ca fiind fiul lui Benjamin, el îl prezintă și pe tatăl său în mod ambivalent. Ridicând statutul tatălui său, îl plasează pe Benjamin în mod central, punctul de dispariție fiind plasat în spatele capului lui Benjamin. Cu toate acestea, Eakins a ascuns chipul tatălui său în umbră și prin unghiul din care privește jocul. Deși tabloul a fost dedicat lui Benjamin, titlul „Jucătorii de șah” îl scoate, în mod curios, pe tatăl lui Eakins din povestea tabloului.